# Mamut (fotoaparát)

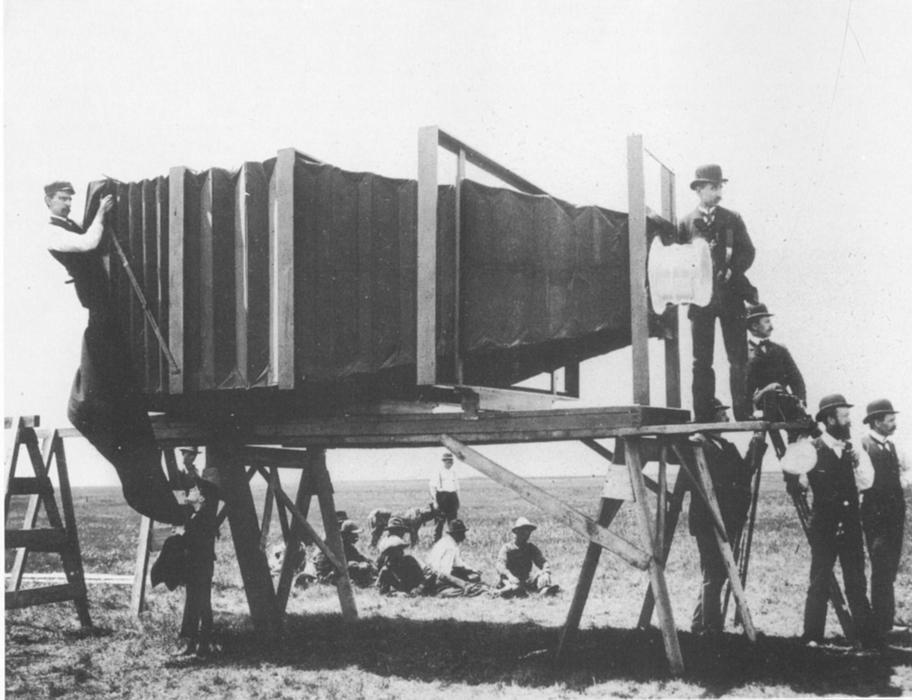
Obří fotoaparát Mamut, který postavil George R. Lawrence v roce 1900 pro Altonské železnice. Kontaktní fotografie z něj měly rozměr 2,4 x 1,4 metru. (Lawrence dohlíží na správnou expozici u objektivu)

Mamut je deskový fotoaparát nadstandardních rozměrů, který vymyslel a postavil americký fotograf a vynálezce George Raymond Lawrence v roce 1900. Fotoaparát vážil 1400 liber (625 kilogramů) a exponoval fotografické desky o velikosti 8 × 4,5 stop (2,4 x 1,3 metru) výrobce Cramer Isochromatic. S deskou, která vážila 225 kilogramů muselo manipulovat 15 mužů. Fotoaparát se tak stal největší svého typu na světě.

## Historie
Altonské železnice chtěly prezentovat fotografie svého luxusního vlaku Alton Limited na výstavě Exposition Universelle (1900) v Paříži. Celý vlak měl být nasnímán na jedné obří fotografii. Lawrence, najatý pro tento úkol, vymyslel a postavil pro tento účel právě tento jedinečný fotoaparát Mamut. Byly z něj zhotoveny celkem tři fotografie, které na Expo získaly cenu Grand Prix.

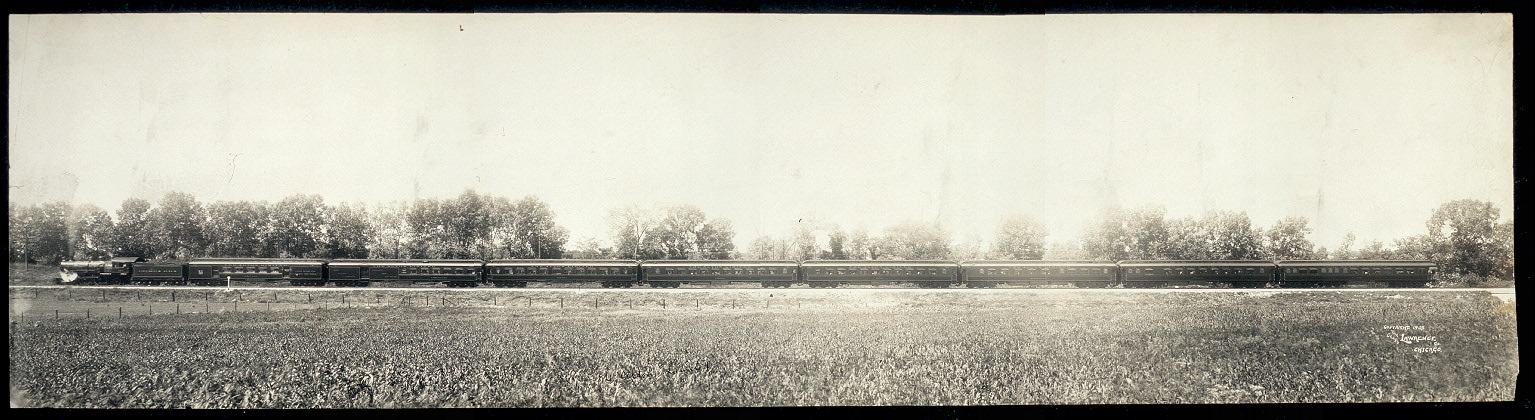
Luxusní vlak Alton Limited vyfotografovaný Mamutem